# Ірбіс-Дулу-каган
Ірбіс-Дулу-каган (д/н—653) — 1-й західний каган Західнотюркського каганату в 638—642 роках. В китайських джерелах відомий як Їпі Дулу Кехань.

## Життєпис
Походив з династії Ашина. Син Кат Іль-хана, кагана Східнотюркського каганату. При народженні звався Югу, згодом змінив ім'я на Юкук (Сова  або Поважний).  627 року отримав наказав батька придушити повстання племен в горах Тянь-Шаню, проте зазнав  поразки від угйрського вождя Пуса в битві біля  Малі. Побоюючись кари втік до Західнотюркського каганату, де отримав титул шад. Невдовзі почалося повстання тюркютів під орудою Тун Тутуня, який повалив кагана Ишбара-Толіса, висунувши претендентом Юкука. Але проти нього виступили племена нушібі, що відновили на троні Ишбара-Толіса.
У 638 році племена дулу повстали проти кагана Ишбара-Толіса, висунувши претендентом Юукук-шада. Почалася запекла війна, де обидві сторони зазнали чималих втрат. Невдовзі на річці Ілі уклали мир, за яким землі на заході від річки відходили до Юкука, а на сході до Ишбари. Юкук змінив ім'я на Ірбіс-Дулу-кагана. У 639 році племена нушібі поставили у східній частині каганату ще одного кагана — Ірбіса.
Протягом 640—641 року Ірбіс-Дулу-каган розширив свої володіння на північ, підпорядкував племена половців, бома, басмалів, киргизів. У 642 році спробував відвоювати оазу Їжду, але зазнав поразки від танського війська на чолі із Го Хяохе. За цим захопив Самарканд, але під час розподілу здобичі погиркався з вождями дулу. Цим скористався новий каган східної частини Ірбіс-Шегуй, що захопив володіння Ірбіс-Дулу-кагана. Той відступив до Ісфіджабу. Відбив усі атаки.
Зрештою вимушений був відмовитися від влади в кагані, відступивши до Тохаристану, де правив Ишбара-ябгу. Вів перемовини з перським шахом Єздигердом III щодо спільних дій проти арабів. Ймовірно брав участь у змові проти нього. Помер в Кундузі 653 року. Йому спадкував син Дженджу-шад.